# عصب زند زبرین
عصب زند زبرین (عصب رادیال، شعاعی، Radial nerve) از مهمترین اعصاب دست است. این عصب از تنه خلفی یا پشتی شبکه بازویی (C5, C6, C7, C8 و T1) خارج شده و در بازو موجب فعالیت عضله سه سر بازویی  می‌شود. این عصب از زیربغل عبور کرده در قسمت‌های بالایی بازو در سمت داخل بازو قرار دارد سپس هر چه پایین‌تر می‌آید به سمت پشت استخوان بازو می‌رود. چسبیده به استخوان کم‌کم استخوان را دور زده و در قسمت‌های پایین‌تر در سمت خارجی آرنج  و سر استخوان زند زبرین (رادیوس) قرار می‌گیرد.
این عصب در پایین‌تر از آرنج موجب حرکت تعدادی از عضلات ساعد و موجب حس قسمتی از دست می‌شود. قسمت اصلی از عصب زند زبرین عصب خلفی interosseous، تأمین کنترل موتور به عضلات اکستانسور ساعد، کنترل مچ دست، انگشت شست و انگشتان است. آن را با رشته‌های حسی به کپسول پشتی مچ دست خاتمه می‌یابد.

## کالبدشناسی
عصب رادیال با سوراخ کردن سپتوم بین عضلانی خارجی در پائین بازو از خلف به قدام آمده و در جلو اپیکوندیل خارجی در حفره کوپیتال بین عضلات براکیالیس و براکیورادیالیس قرار گرفته و به دو شاخه انتهائی سطحی و عمقی تقسیم می‌شود. شاخه‌های جانبی عصب رادیال در ساعد شامل شاخه‌های موسکولار و مفصلی (برای مفصل آرنج) می‌باشد، شاخه سطحی عصب رادیال حسی بوده و در زیر عضله براکیورادیالیس نزول می‌کند، سپس به خلف دست رفته و پوست ناحیه خلفی دست را حس می‌دهد. شاخه عمقی عصب رادیال حرکتی بوده و با عبور از بین الیاف عضله سوپیناتور به خلف ساعد رفته و به عضلات این ناحیه عصب می‌دهد.

## نگارخانه

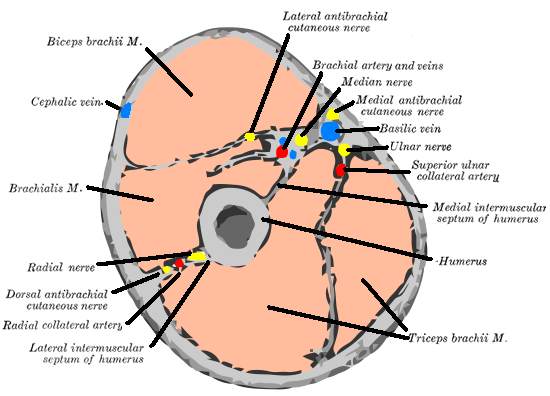
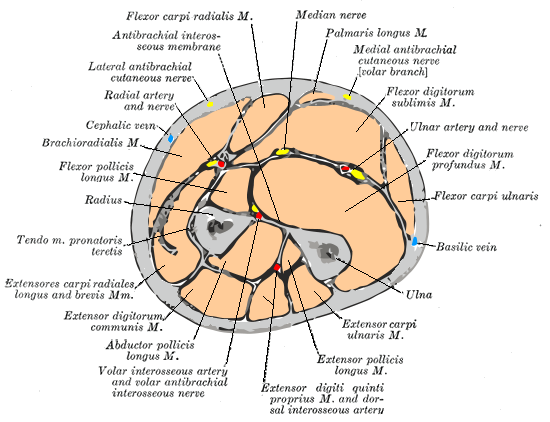
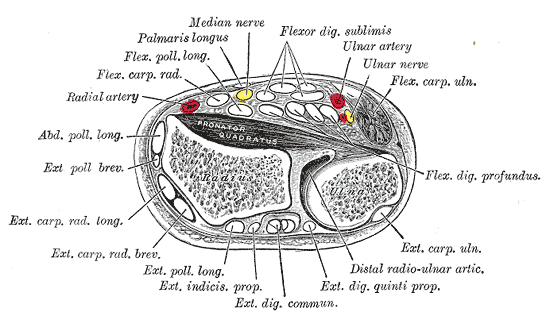
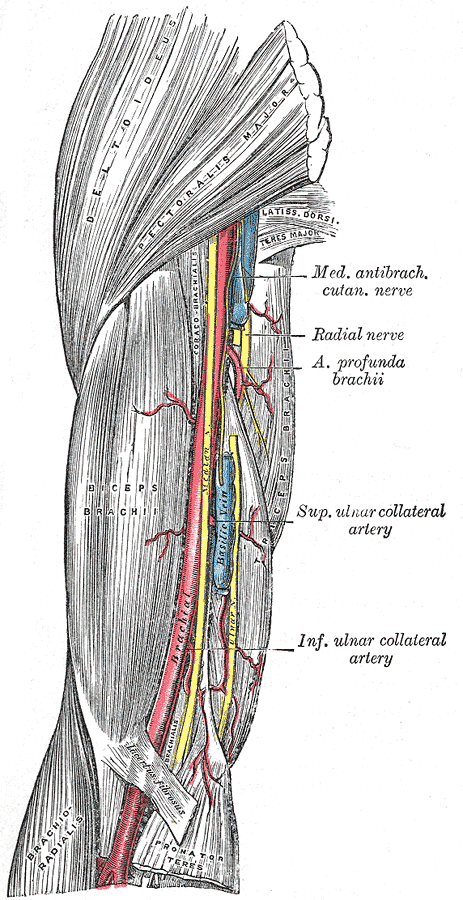
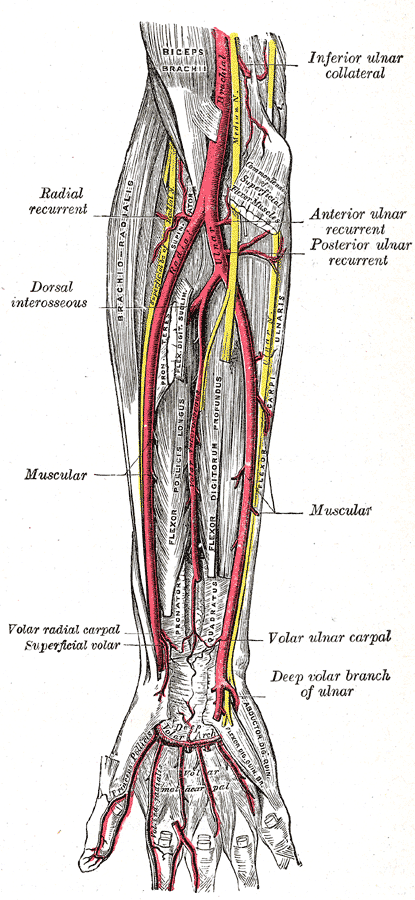
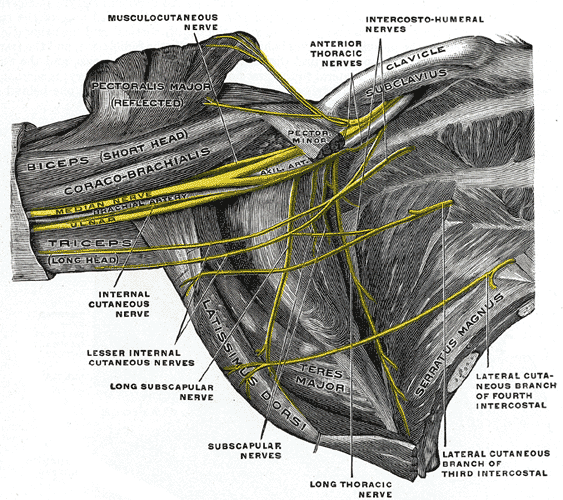
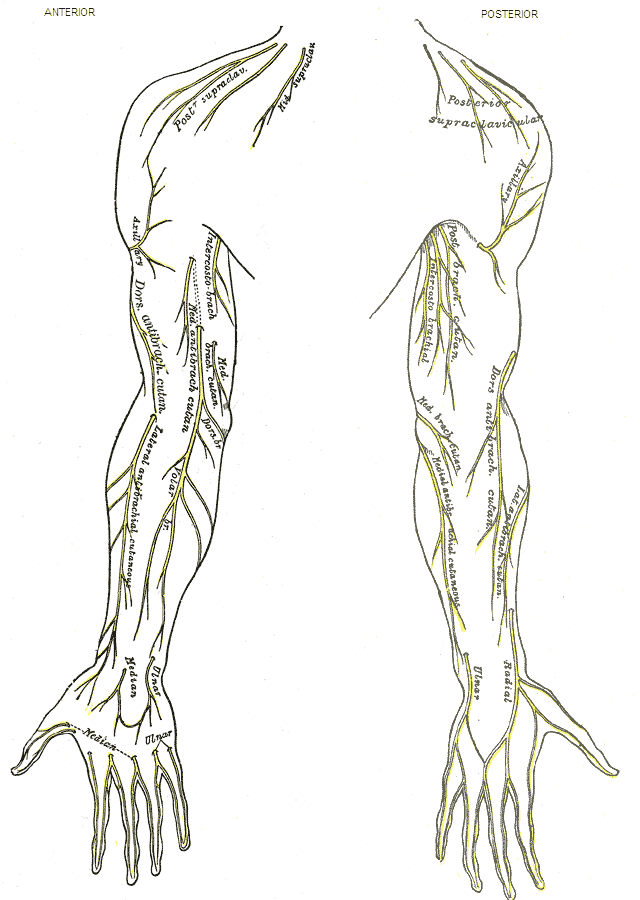
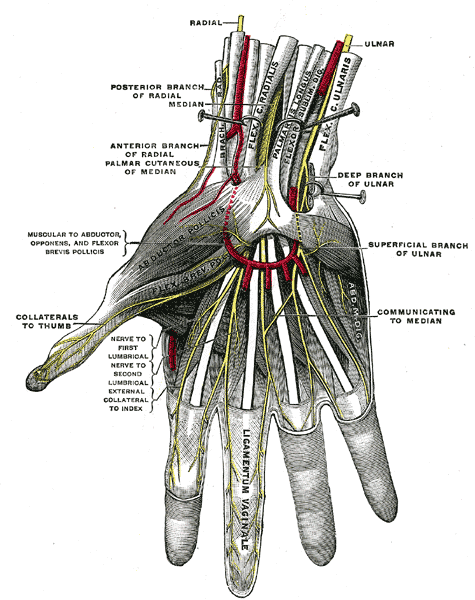
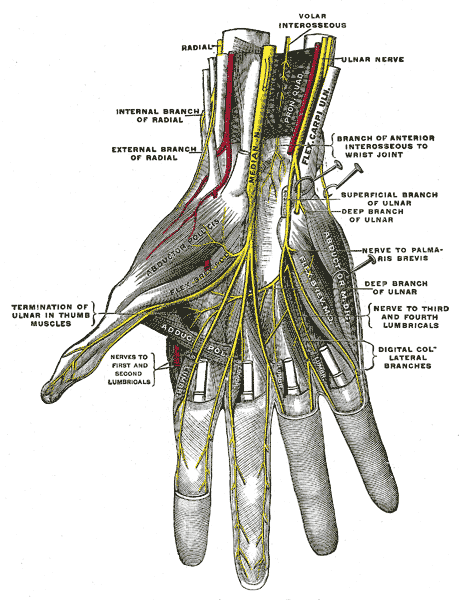
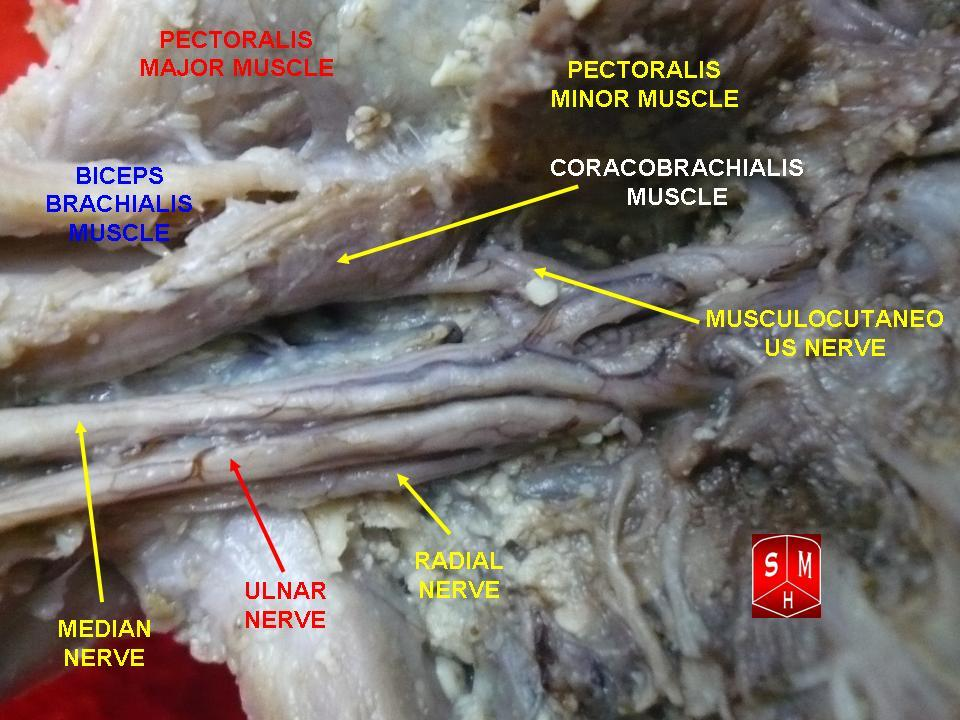
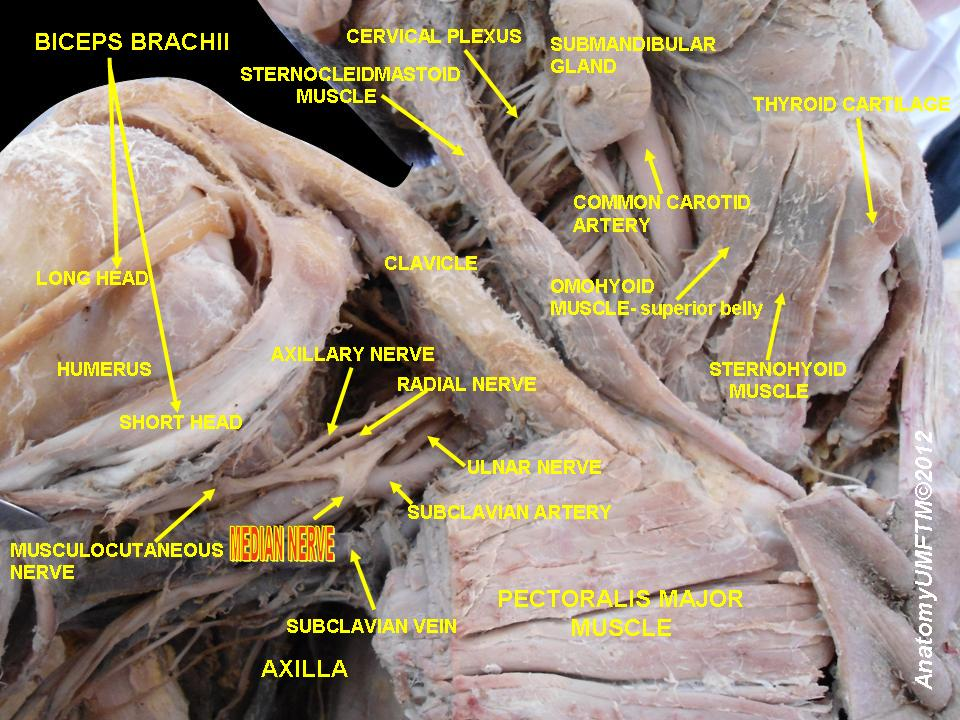
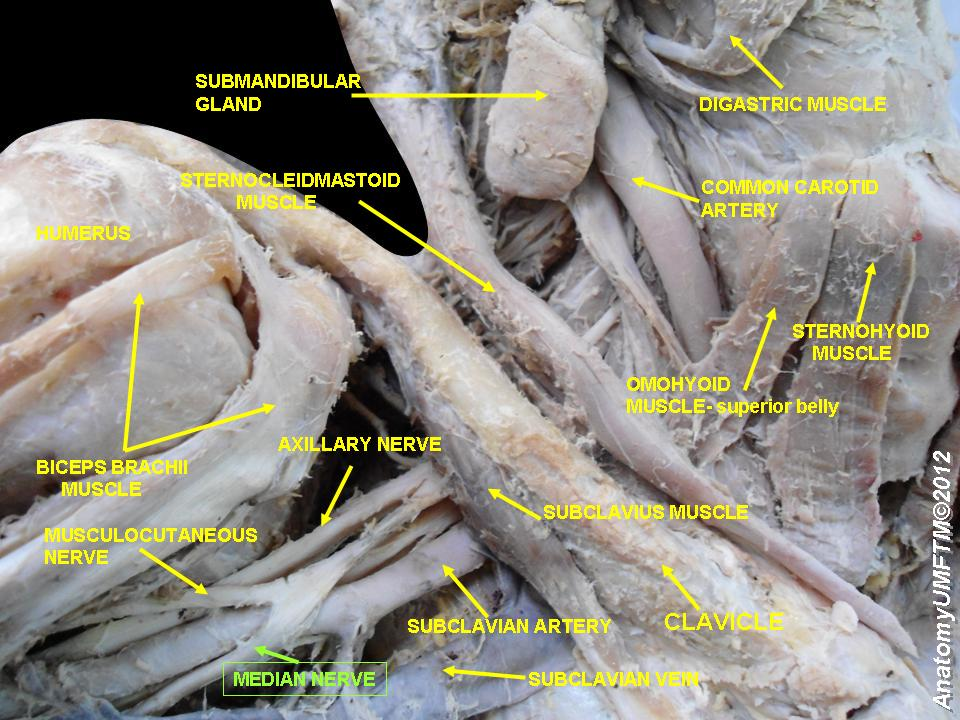
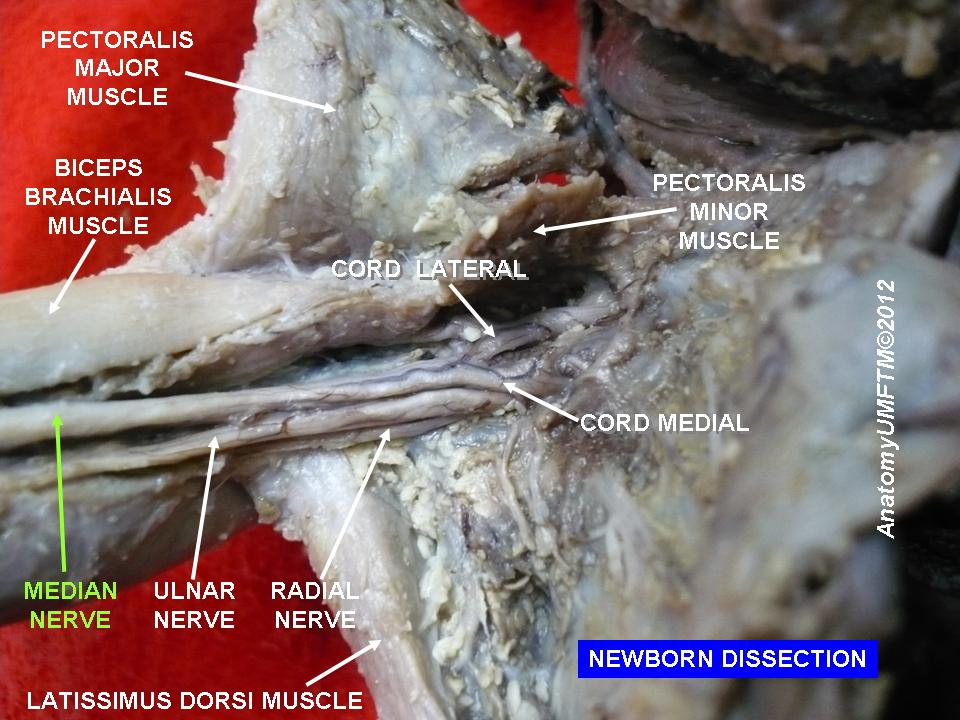
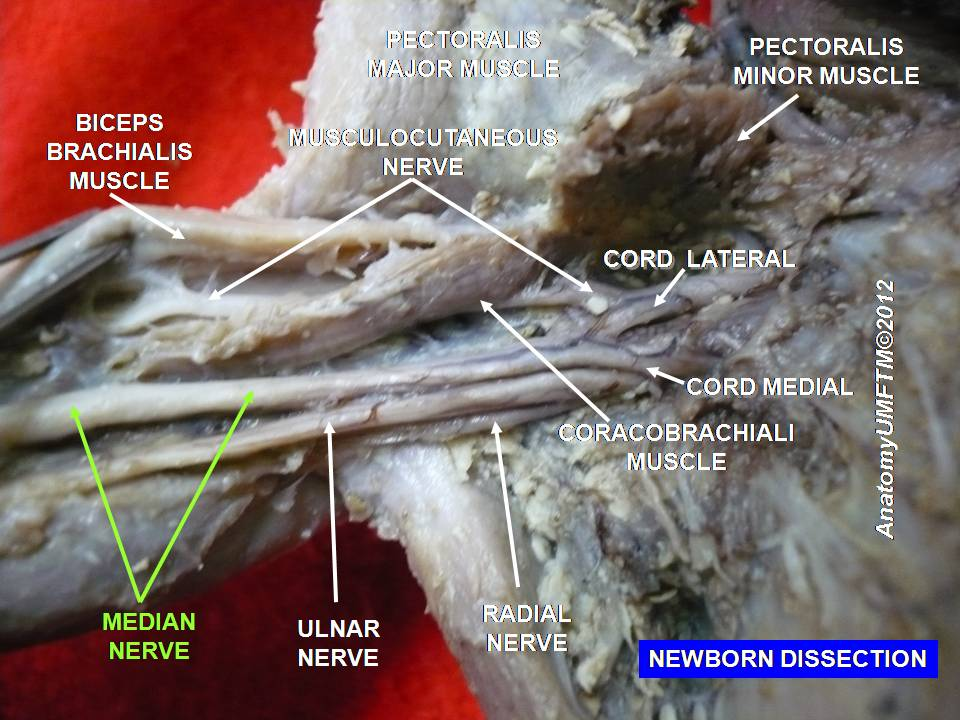
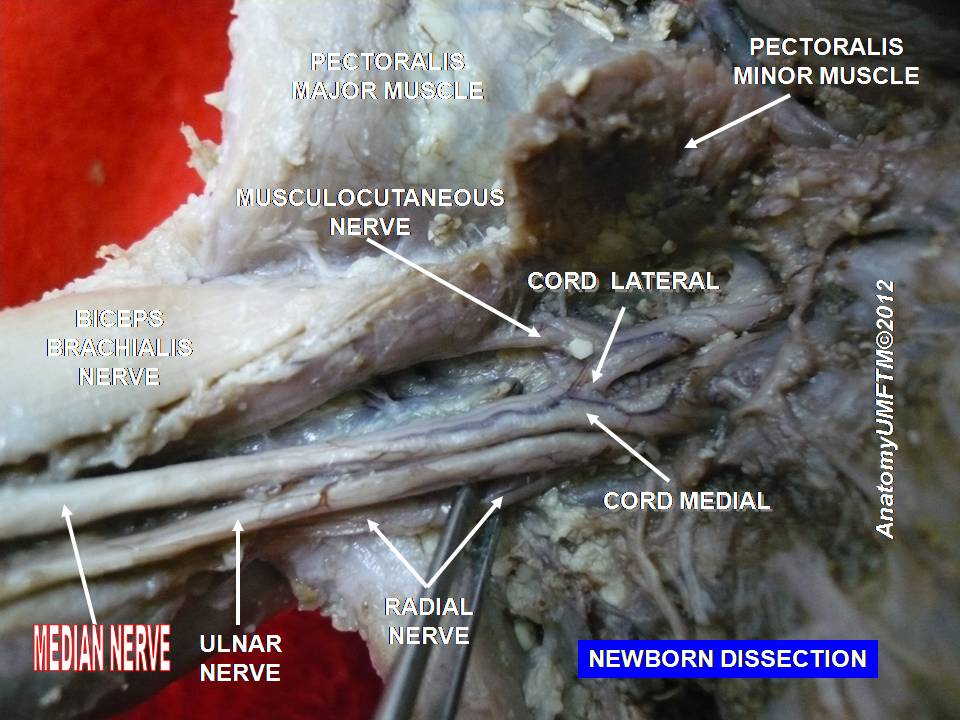
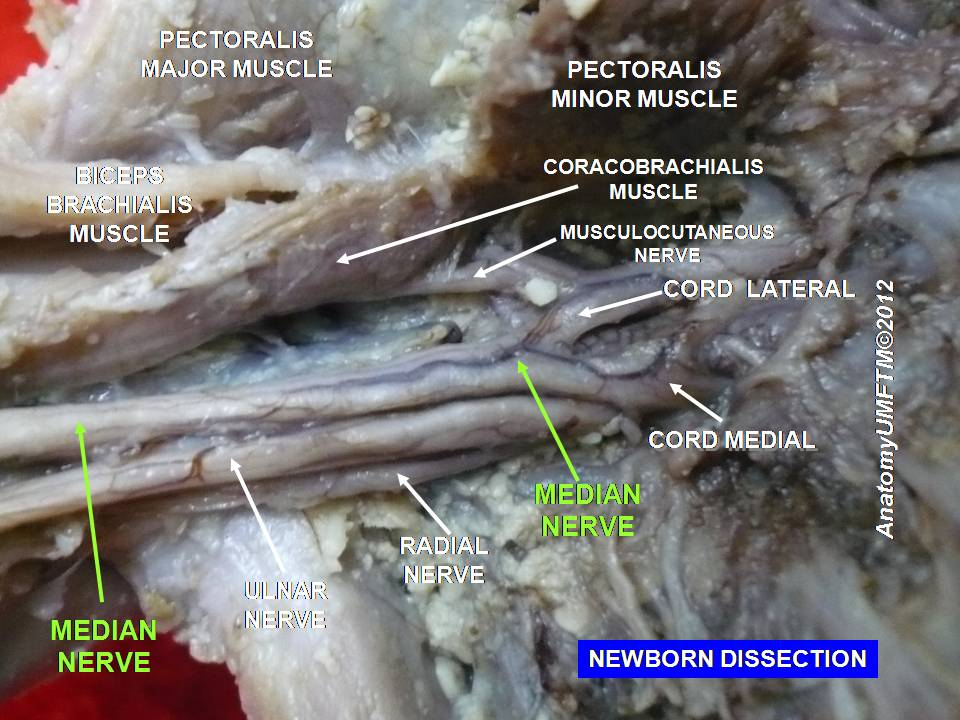
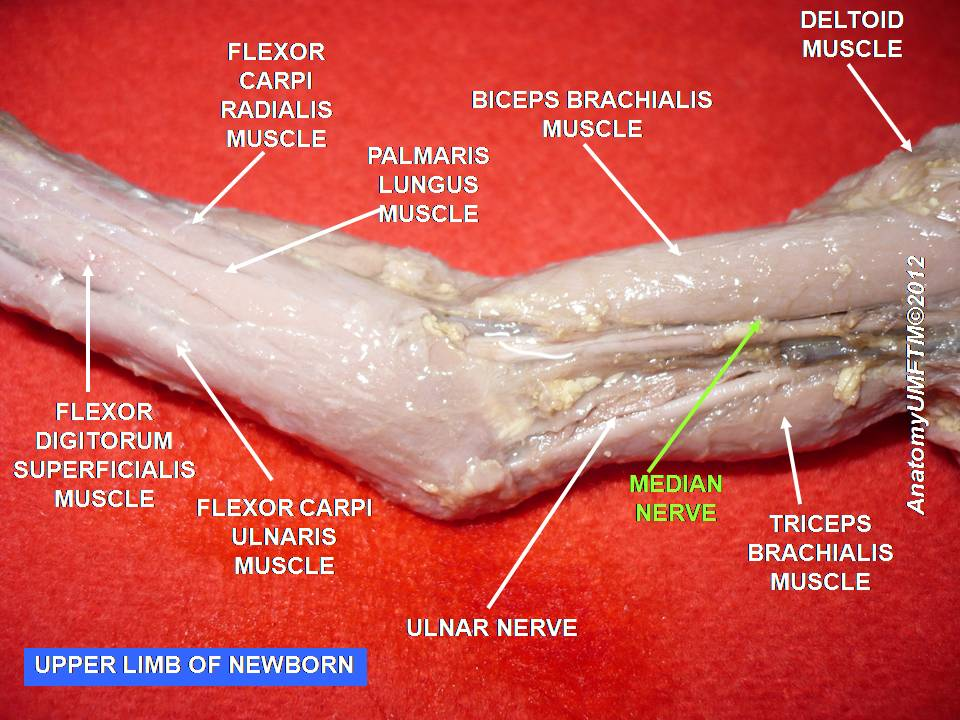
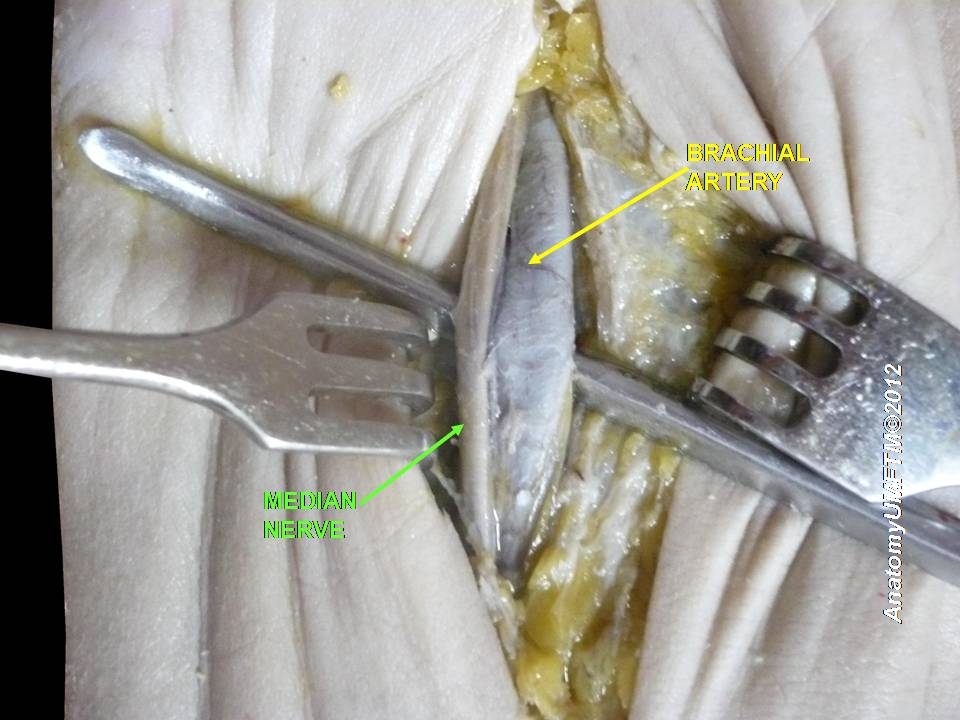
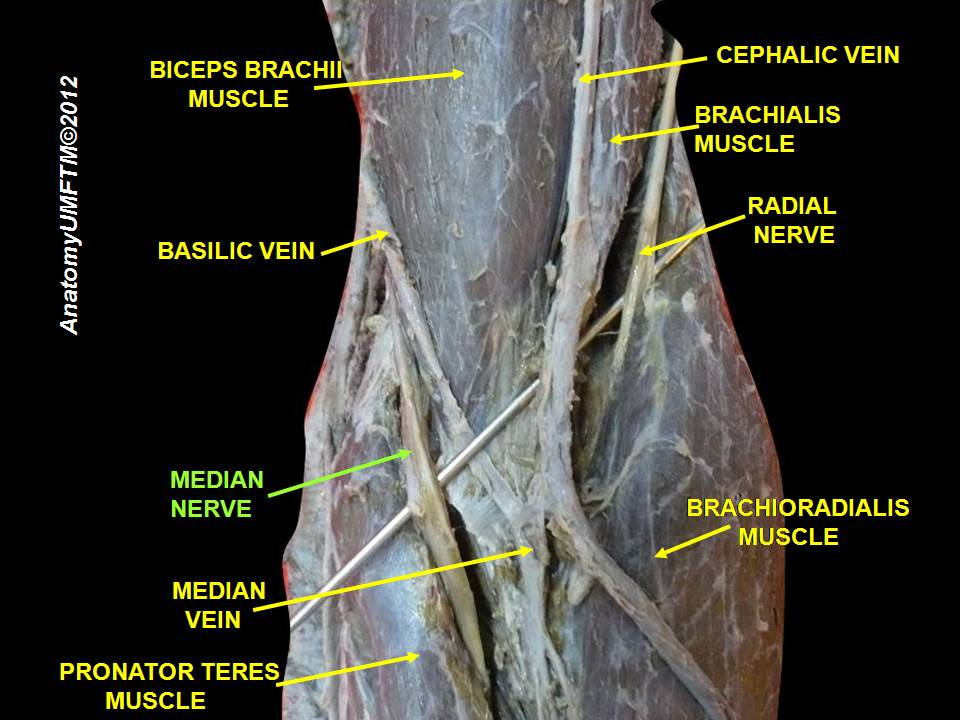
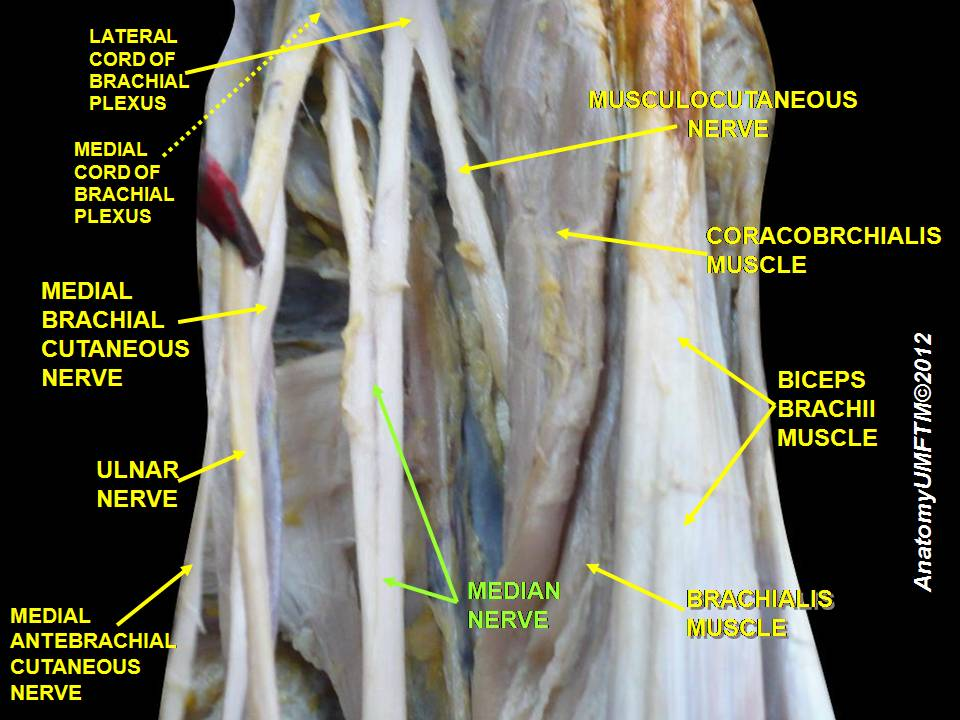
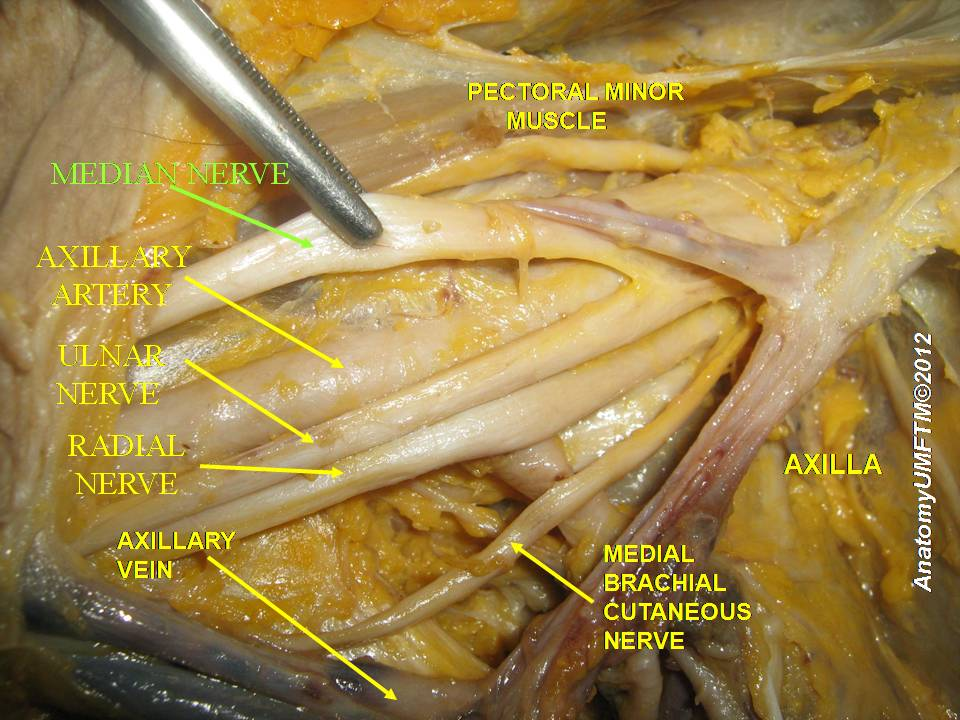
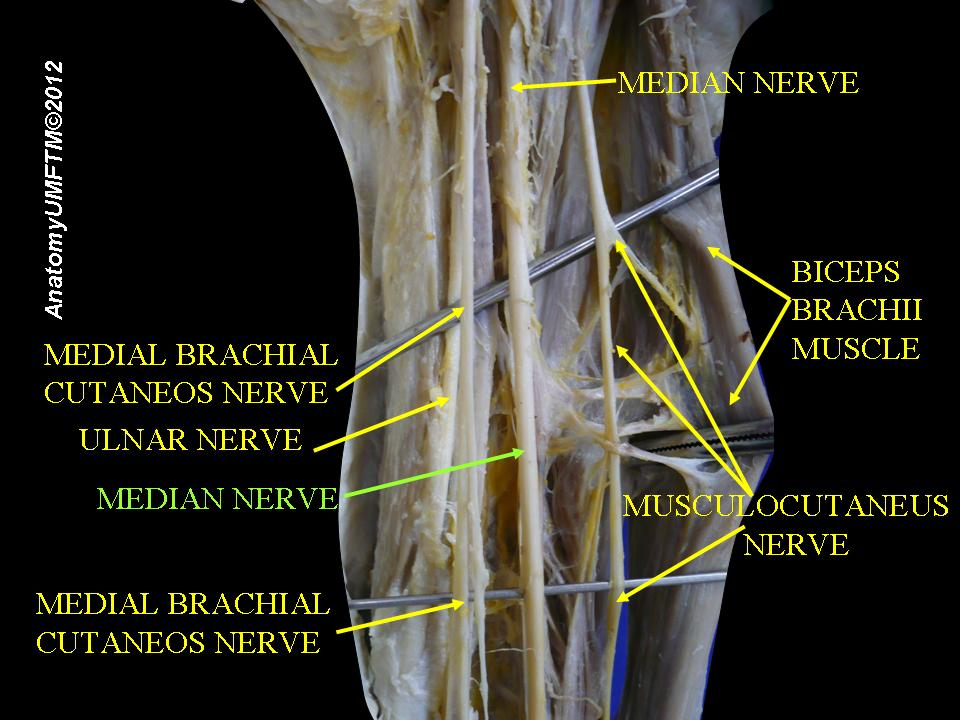
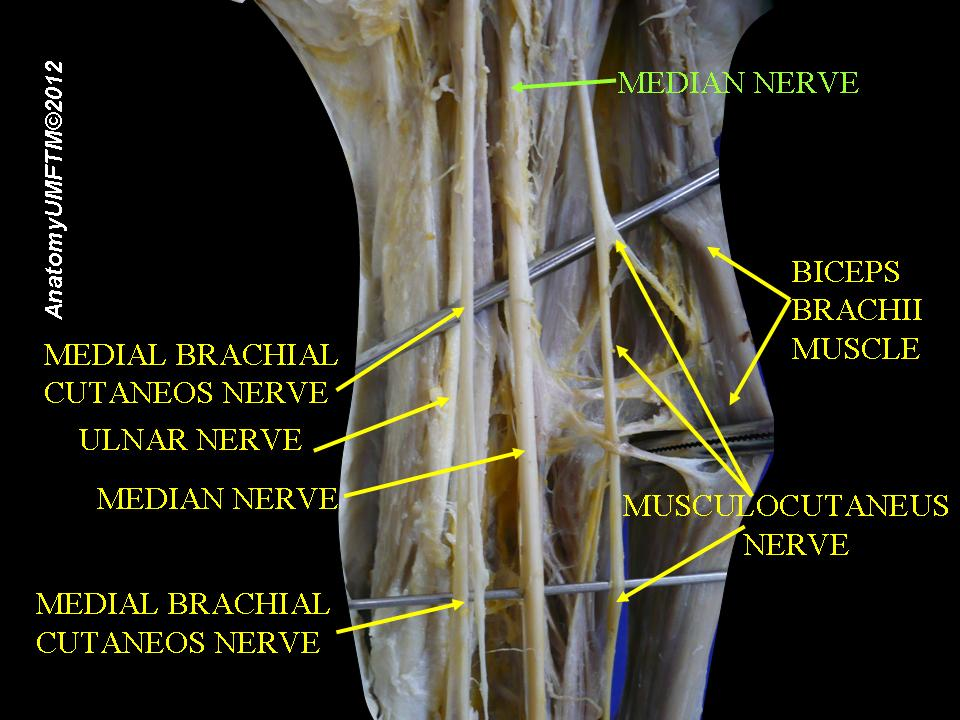